# Мицубиши Агрикултурал Машинери
Мицубиши Агрикултурал Машинери (Mitsubishi Agricultural Machinery Co. Ltd.), е Японска компания за производство на селскостопанска техника и оборудване.
Централата на компанията се намира в град Хигашиизумо, префектура Шиман, Япония, част от Мицубиши Груп, създадена през февруари 1980 след сливането на „Мицубиши Машинери АД“ и „Сатох Агрикултурал Машинери АД.“ (фирма, която Сатох основава през 1914 година).
Мицубиши произвежда трактори, комбайни и друга техника. За кратко тракторите „Мицубиши“ се продават в САЩ под името „Сатох“.